# Argentotennantita-(Zn)
L'argentotennantita-(Zn) és un mineral de la classe dels sulfurs, que pertany al subgrup de l'arsenofreibergita. Rep el seu nom de la seva composició en argent i de la seva relació amb la tennantita.

## Característiques
L'argentotennantit-(Zn)a és un sulfur de fórmula química Ag₆[Cu₄(Fe,Zn)₂]As₄S13. Cristal·litza en el sistema isomètric formant petits grans d'aproximadament 0,1 mil·límetres que envolten la tennantita. És una espècie químicament similar a la keutschita. Forma una sèrie de solució sòlida amb la freibergita. La seva duresa a l'escala de Mohs és 3,5.
Segons la classificació de Nickel-Strunz, l'argentotennantita-(Zn) pertany a «02.G - Nesosulfarsenits, etc. amb S addicional» juntament amb els següents minerals: freibergita, giraudita, goldfieldita, hakita, tennantita, tetraedrita, selenoestefanita, estefanita, pearceïta, polibasita, selenopolibasita, cupropearceïta, cupropolibasita i galkhaïta.

## Formació i jaciments
Es troba en dipòsits polimetàl·lics, i en jaciments estratiformes de zinc i plom. Sol trobar-se associada a altres minerals com: tennantita-tetraedrita, freibergita, estibina, or mercúric, pirita, galena, siderita, ankerita, quars o geocronita. Va ser descoberta l'any 1986 als dipòsits d'or de Kvartsitovje Gorki, a Aksu (Província d'Akmola, Kazakhstan).